# Gyergyószárhegyi Tatárdomb

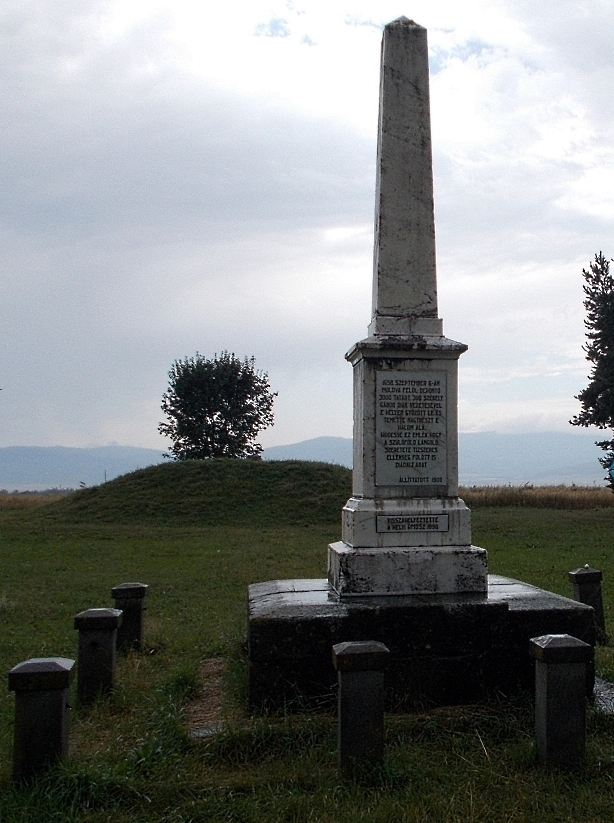
A gyergyószárhegyi Tatárdomb

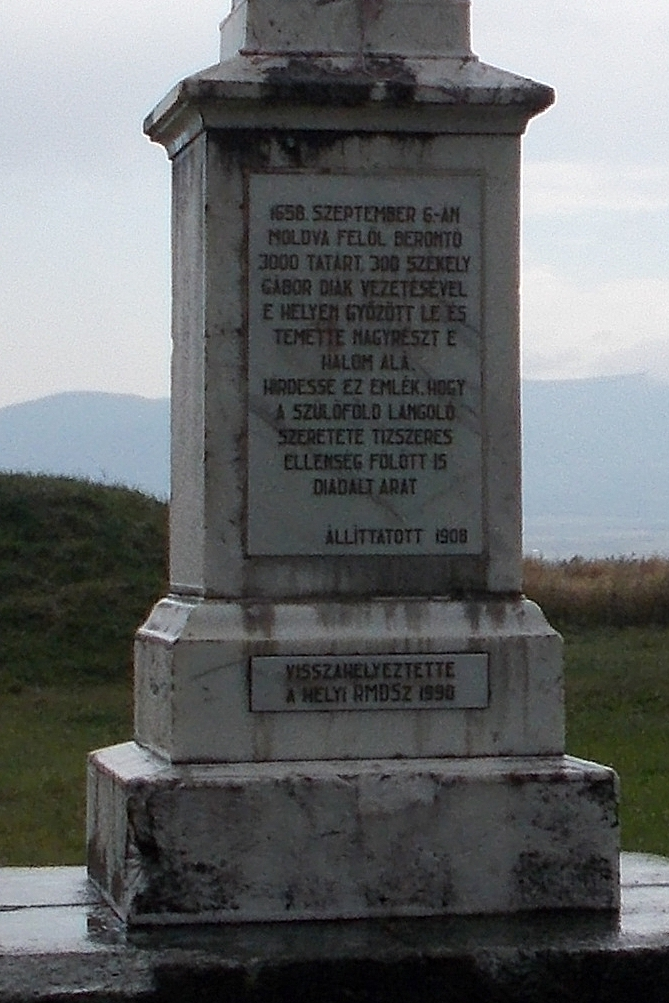
Az emlékoszlop felirata

A gyergyószárhegyi Tatárdomb emlékhely Gyergyószárhegy határától 1 kilométerre a 12-es főút mellett, Ditró irányában.

## Története
1658 szeptemberében Moldva felől portyázó lovascsapatok törtek be Gyergyószékbe, majd itt Ditró felégetése után a szomszédos Szárhegy irányába fordultak. Ennek határában azonban az elbeszélések alapján mintegy 300, leginkább szárhegyi és ditrói székely férfi és nő, Gábor deák vezetésével legyőzte a túlerőben lévő, kb. 3000 főt számláló ellenséget.
A csata során a székelyek közül mindössze 15-en, míg a betörő, portyázó csapatból kb. 1750-en haltak meg. Közülük mintegy 450 támadót a csata helyszínén eltemettek, és az így keletkezett domb (mely eleinte „Csukujok halma” néven volt ismeretes) később a Tatárdomb nevet kapta. 1908-ban a domb mellé emlékoszlopot állítottak, amit 1990-ben a RMDSZ helyi szervezete állított helyre.

## A Tatárdomb legendája a gyergyói mondavilágban
Az 1658-as szárhegyi történésekhez a szájhagyomány Gábor deák személyének alakítása mellett (aki a mondák szerint a nép egyszerű fia volt, de írni-olvasni tudó ember) hősiesen küzdő, vagy táltosi képességekkel bíró gyergyói nőket is kapcsolt (Puskás Klára, Pákainé), kiemelve ezzel a gyergyói székelység „emberfeletti” hőstettét.
- Puskás Klára mondája[1] az egész székely nép határvédő múltját, a megtörhetetlen székely egységet és bátorságot vetíti elénk:

A várandós Puskás Klára egy termetes, ditrói asszony volt, aki a támadás alatt éppen a mezőn dolgozott. Látta, hogy a tatárok egy kisebb csapata épp átkelni igyekszik a Maroson, egy boronafa segítségével. Vasnyársat ragadott (amire a szárítandó gabonakévéket szokták felszúrni), és a rögtönzött átkelő végére állt. Az egyenként érkező tatárokat – mind a hetet – felnyársalta, míg ő magának a haja szála sem görbült. Ezután vidáman hazament és három egészséges fiúgyermeknek adott életet.
Legendája Jókai Mórt is megihlette, aki az 1658-as eseményeket 1898-ban verselte meg, Puskás Kalári címmel.
Részletek a versből:
„Mikor 1658-at írtak,
Szép Erdélyországban hej, de sokat sírtak!
Százezerre ment, ki rabszíjra lett fűzve,
S lófarokhoz kötötten Krímiáig űzve.”
...
„ De Puskás Kalári nem hallgat a szóra:
Engem ugyan nem küld kelmed a kuczkóba.
Hogy én otthon nyugton addig tollat fosszak,
Míg szegény urammal vívnak a gonoszszak.
Az állapotommal senki sem törődjék;
Ott is ott leszek én, ha megjön a vendég!
Ne fogja azt senki a székely anyára,
Hogy ijedtében szül fiat a világra! „
…
- Pákainé mondájával[3] a szájhagyomány további mondavilági elemeket szőtt a csata köré:

„ A tatárjárás idejében élt Gyergyóban egy Bákainé nevű székely asszony, aki messze földön híres volt a táltosságáról. Égiháborút, jégesőt, földindulást, minden nagy veszedelmet megjövendölt előre.
Egyszer, egy vasárnap, mikor a népek jöttek ki a templomból, azt mondja Bákainé: – Atyafiak, valamit mondanék, ha meghallgatnátok. Úgy tudjátok meg, hogy nem sok idő múlva a mi földünkre is elkerülnek a tatárok. Annyian lesznek, mint a polyva, s amerre járnak, felégetik a falukat, kardra hányják a férfiakat, rabszíjra fűzik az asszonyokat, s úgy viszik magukkal nagy Tatárországba. Hallgassatok reám, fogadjátok meg a szómat! Mikor látjátok, hogy füstölnek a faluk, minden kaszás ember, aki a réten kaszál, verjen a földbe egy cöveket, tegye rá a kalapját, s minden arató az utolsó kévébe, amelyet aratott, vágja bele a sarlóját, s arra is tegye rá a kalapot. Ami edényetek van, azt mind dugjátok el a fűben meg a tarlóban. Hát én, mikor ide kerekednek a tatárok, már nem élek, de kikelek a síromból, közétek jövök, meglátom, hogy szavamat fogadtátok-e, akkor majd megmondom, hogy győztök-e vagy elpusztultok. Jaj, istenem, megrémültek a népek, mert tudták, hogy amit egyszer Bákainé megjövendölt, be is teljesedik. S hát csakugyan nem telt belé egy hét, meghalt Bákainé, s ahogy eltemették, nem telt belé egy hét, látják az emberek, akik a mezőn dolgoztak, hogy füstölnek a faluk mindenfelé. Aki kaszált, cöveket vert a földbe, rátette a kalapját; aki aratott, hamar összekötötte az utolsó kévét, felállította, beléütötte a sarlóját, s rátette a kalapját. Asszonyok, gyermekek beszaladtak a faluba, hordották ki, ami edény volt a háznál, azokat mind elrejtegették a fűben, a tarlóban. A tatárok Szárhegytől nem messze, a Fekete nevű réten táboroztak, aztán egyszerre csak fölkerekedtek, s mint valami nagy fekete felleg gomolyogtak elébb-elébb, Gyergyó felé. Szaladtak előttük mindenütt a szárhegyi székelyek, meg sem állottak Gyergyóig, ott a népek már mind összeverődtek, a gyergyóiak, a szárhegyiek a kápolna előtt. A férfiaknak fegyver volt a kezökben, az asszonyok s gyermekek letérdeltek s imádkoztak. S ím, egyszerre csak vágtat egy asszony a kápolna felé fekete lovon. Nézik, nézik, ki lehet az. Hát, uramteremtőm, Bákainé, a táltos asszony, az vágtat feléjük fekete lován, s kiáltja messziről: – Ne féljetek, győztetek! Aztán hirtelen megfordult, s elvágtatott, eltűnt, mintha a föld nyelte volna el.
Jönnek a tatárok, nagy üvöltéssel, rikoltozással, de amint a gyergyói határba érnek, meghökkenve állnak meg. Látják a kaszálóréteken s a búzaföldeken a teméntelen sok kalapot, azt hitték, hogy mind egy ember áll ottan. Nem tudták: előre menjenek, hátra-e, s mikor ezt a székelyek észrevették, hirtelen a tatárok közé vágtak, s hullott a tatár, mint kasza nyomán a fűszál. Futott, aki futhatott, de nem is igen futhattak, mert embernek, lónak megakadt a lába a fű közé, a tarló közé dugdosott edényekben, még hírmondónak is alig akadt belőlük, úgy lekaszabolták szegényeket.
Azt a dombot, ahol a székelyek a tatárokat eltemették, még máig is Tatár-dombnak hívják. A kápolna is megvan, ahol a székelyek összegyülekeztek, de Bákainé nevét sem felejtették el a gyergyóiak, áldják ma is emlékezetét. „

## Az 1658-as szárhegyi események a helytörténeti dokumentumokban
A kortárs gyergyószentmiklósi papnak, Ferenczi Györgynek köszönhetően egészen pontos leírásunk van a Székelyföldön portyázó moldvai lovascsapatok mozgásáról, a Szárhegy melletti csatáról, még, ha az elesettek számát esetleg kétkedéssel is kezeljük:
„ Az moldvai olahok kijövének az gyergyai havasba és mind fejőt és medü juhokat elvünek 4 Augusti. Csíkból is sokat. Item Augustusban kijő sok török és tatár havasalföldiröl és egész Erdélyt égetik, rabolják, az leányoknak, asszonynépeknek tiznek is többnek is hajokat összekötik és kezeket hátra s úgy hajtják őket, mint az barmot; vittek ezért el Erdélyből rabot kilencven öt ezeret. Ugyan augustusban Toplicát* elégették Gyergyóban az moldvai oláhok. Item die 6 kijövének az oláhok Moldvából Gyergyóba többen három ezernél egy kapitánalja kozák is Ditrót meggyujták és az gyergyaiak eleikbe állának kevesen, talám harmadfél százan Szárhegyen alól Gábor deák elöttök járó és az Jézus kiáltásban eljöve az angyal és úgy megrettenté az moldvai nagy hadat, hogy az oláhokban tizennyolcadfél száz maradott ide, de az gyergyaiakban csak 15 esett el, és zászlót is 24 nyertek el az moldvaiaktól. Szárhegyen alól egy halomba többet raktak ötödfél száznál, a többit az farkasok s hollók ötték meg, ezek is 1658 esztendőben lőnek septemberben. „ – (* Toplica = Maroshévíz)
Levéltári források alapján megállapítható, hogy a Szárhegyet 1658 szeptemberében védelmező csapat vezetője, a mondákban csak a nép egyszerű, harchoz nem értő fiaként említett Gábor deák valójában minden bizonnyal komoly katonai tapasztalattal bíró székely férfi volt. Mégpedig a kor hagyományait ismerve biztosan nemesember, valószínűleg a primorok rendjéből. Nevét ugyanis a következő összefüggésben jegyezték le 1658 novemberében, egy gyergyószéki katonai összeírásban:
„Gábor Deák Vram századbeliek”.
Az alárendeltségébe tartozó katonák a lustra adatai alapján ekkor Gyergyószentmiklós, Tekerőpatak, Kilyénfalva, Gyergyószárhegy, Ditró és Gyergyóremete hadköteleseiből tevődtek össze.
Az 1658-as szárhegyi betörésről a helyi Deák család jogi besorolásával és birtokviszonyaival kapcsolatos kivizsgálás kapcsán tett tanúvallomásokban is találunk információkat.
- Olá András vallomása (1727. május 3. – gr. Lázár Ferenc jobbágya, 84 éves): „ Én az geneologiám eztet tudom, hogy az én nagy anyám egy volt Deák Pálnéval annyával. Az atyuk volt Barabás Gergely, Barabás Gergelynek maradt egy fia Barabás János, melyet a molduvai oláhok Gyergyóra jövén akkor vágtak le, szabad nemes primipilus volt … „
- Sipos János vallomása (1727. május 3. – gr. Lázár Ferenc jobbágya, 80 éves): „ Barabás Jánost tudom, hogy az oláhok vágák le, azt is tudom, hogy … „
- Szőts Ferenc vallomása (1727. május 3. – libertini, 80 éves): „ Én azt tudom Barabás János a Fazekas István jószágán lakott, s az oláhok ott vágták le vala.”

A vallomásokban említett Barabás János valóban létező személy volt, neve két korábbi szárhegyi katonai összeírásban is szerepel:
- Először még mint kiskorú („puer”) gyermeket láthatjuk az 1643-ban készült szárhegyi katonai lustra kiegészítésében,[7] igaz itt nem a lófők (primipilusok), hanem a gyalogrendű katonacsaládok árván maradt tagjai („orphani [Pedites]”) között említik: „Barabas Gergelj arua fia, Janos puer”
- Mintegy 11 évvel később, 1654-ben, már a szárhegyi hadkötelesek névsorában láthatjuk.[8]

Mivel Barabás János neve az 1658. november 16-án készült szárhegyi adó- és katonai összeírásban már nem szerepel, halála – a vallomások alapján – nyilvánvalóan 1658 szeptemberében, a moldvai támadás során következett be.
Losteiner János gyergyószárhegyi plébános 1817 tájékán a következőket vetette papírra:
" Az 1658 esztendőben kiütvén a moldvai oláhok /:csukullyok/ 3000 de akiket én inkább valami kóborló tatár csoportnak vélnék, minthogy abban az üdőben őket a muszkák erőssen zaklatták Oláh Taplitzát /: mely akkor Gyergyó Taplitzának neveztetett :/ és Ditrót felégetvén, midőn Szárhegyfelé jöttek, Szárhegyen allol 300 székelytől ... Ezt így olvastam a szárhegyi convent Liber rerum notabilium* in Historia Domus Titulusu könyvéből. " (* az emlékezetes dolgok könyve)
Megfigyelhető, hogy Gyergyó esetében a helytörténeti források, a mondákkal ellentétben, portyázó kozák és moldvai oláh csapatokat említenek, nem pedig tatárokat és törököket. Arra is van több helyen adat, hogy a dombot 1831-ig még Csukujok* halmának hívták, és csak később lett Tatárdomb a neve. – (* Csukuj = oláh bojárok hajdúi, zsoldosok)
Az 1658-as büntető, fegyelmező célú erdélyi portyázásokban az Oszmán birodalom hadereje mellett annak vazallusai is részt vettek:
" Az 1658-as esztendő Erdély történetének egyik legtragikusabb éve volt. Az előző évben az ország fejedelme, II. Rákóczi György majd egy évtizednyi sikeres uralkodás után a török Porta engedélye nélkül a svédekkel és kozákokkal szövetkezve beavatkozott a Lengyelország felosztásáért folyó háborúba. Miután vállalkozása kudarcot vallott, és az erdélyi sereg zöme elpusztult, vagy a krími tatárok fogságába került, a Porta lemondatta Rákóczit, és új fejedelmet választatott a helyébe. II. Rákóczi György azonban nem volt hajlandó beletörődni trónja elvesztésébe, s 1658 januárjában fegyverrel szerezte vissza az uralmat Erdély felett. Emiatt zúdult ez év nyarán az országra az Oszmán Birodalom és vazallusai – a Krími Kánság, Havasalföld és Moldva – hadserege."
" A nagyvezér azonban nem érte be ennyivel. Minél hamarabb végezni akart a kényelmetlen lázadással, ezért – hogy a túlerő biztos legyen – magát a krími kánt, IV. Mehmed Girejt szólította hadba Erdély megbüntetésére. A krími had feladatát – még 1657-ben – így határozta meg: "Maga a rombolás és földúlás nem a mi katonaságunk dolga lévén, mint Fenséged tudja, okvetlenül a tatár sereg dolga lesz, s miként a tatár seregben a mi katonaságunkból is szükséges néhány: éppúgy a mi katonaságunk között is szükség van egy csapat tatárra." A Portán óriási hadikészületekről – 80 000 tatár és 10 000 kozák mozgósításáról – szóltak a hírek, s a nagyvezér biztosította a szultánt, hogy ekkora erő láttán a fejedelem néhány nap alatt kardcsapás nélkül meg fogja adni magát."
A helytörténeti források alapján így feltételezhető, hogy a Szárhegy mellett 1658 szeptemberében vereséget szenvedett nagylétszámú portyázó csapat gerince valójában oláh lovasokból állt, akiket később az idő múlásával az emlékezet a nagy tatár betörésekkel egybemosva, már csak tatárokként kezelt.

## Külső hivatkozások
- Fényképfelvételek a Tatárdombról